# 90'sセンチメンタルおせち
「90'sセンチメンタルおせち」（NINETY'S SENTIMENTAL OSECHI - ナインティースセンチメンタルおせち）は、日本のロックバンドであるスターリンの楽曲。
1989年12月21日にアルファレコードから3枚目のシングルとしてリリースされた。

## 解説
- 「クリスマスソングは沢山あるが、お正月をテーマにした曲が少ない」との理由から制作された、正月をテーマにした曲。歌詞の節々に御節料理の名前が入っている。
- 初回限定盤は熨斗紙で覆われており、くじが同封されていた。
- PVは、スターリンメンバーがおせち料理を食べたり、おどけたポーズをする内容となっている。
- ギターの山盛愛彦はこのシングルを最後にスターリンを脱退している。
- 表題曲、カップリング曲ともにアルバム未収録となった。
- カップリング曲の「PRAGUE (プラハ)」は、チェコ共和国の首都であるプラハのことを歌った曲。

## リリース履歴
| No. | 日付           | レーベル         | 規格          | 規格品番                    | 最高順位 | 備考 |
| --- | -------------- | ---------------- | ------------- | --------------------------- | -------- | ---- |
| 1   | 1989年12月21日 | アルファレコード | EP・8センチCD | ALFA-154 (EP)・09A3-18 (CD) | -        |      |

## シングル収録曲
| 全作詞: 遠藤みちろう、全作曲・編曲: スターリン。 |                              |              |            |      |
| #                                                | タイトル                     | 作詞         | 作曲・編曲 | 時間 |
| 1.                                               | 「90'sセンチメンタルおせち」 | 遠藤みちろう | スターリン | 4:49 |
| 2.                                               | 「PRAGUE (プラハ)」          | 遠藤みちろう | スターリン | 5:21 |
| 合計時間:                                        | 合計時間:                    | 10:10        |            |      |

## 参加ミュージシャン
- 遠藤ミチロウ - ボーカル
- 三原重夫 - ドラムス、シンセサイザー
- 西村雄介 - ベース
- 山盛愛彦 - ギター

## 収録アルバム
「90'sセンチメンタルおせち」
- 『飢餓々々帰郷』（2007年）

「PRAGUE (プラハ)」
- 『飢餓々々帰郷』（2007年）